# Rhinotora diversa
Rhinotora diversa is een vliegensoort uit de familie van de afvalvliegen (Heleomyzidae). De wetenschappelijke naam van de soort is voor het eerst geldig gepubliceerd in 1893 door Giglio-Tos.